# Iglesia de la Santísima Trinidad de los Peregrinos
La iglesia de la Santissima Trinità dei Pellegrini (en español: Santísima Trinidad de los Peregrinos) es un templo católico de la ciudad de Roma, construido en el siglo XVII. Su obra de arte más destacada es la pintura de la Trinidad del altar mayor, una de las obras maestras de Guido Reni.

## Historia
El edificio se levantó en los primeros años del siglo XVII sobre el solar de una iglesia del siglo XIV dedicada a S. Benedetto de Arenula (San Benito de Arénula). La nueva iglesia fue erigida por la archiconfraternidad de la Santísima Trinidad de los Peregrinos, fundada por San Felipe Neri con la misión de acoger y asistir a los peregrinos que llegaban a Roma, especialmente a los que lo hacían con ocasión de los jubileos. Junto a la iglesia había todo un complejo de dormitorios y comedores, capaces de hospedar a centenares de personas. En 1625 se construyó también un gran Hospital-Hospicio para peregrinos convalecientes y para pobres desahuciados por otros hospitales de la ciudad. El hospital fue demolido en los años 1940.

## Arquitectura
La iglesia sigue el modelo de los templos romanos de la Contrarreforma: planta basilical con gran presbiterio en el que se sitúa el altar mayor, perfectamente visible desde toda la iglesia para que las ceremonias puedan ser seguidas por los fieles sin obstáculos. Sobre el crucero, una cúpula sobre columnas compuestas corintias. La fachada es obra del arquitecto Francesco De Sanctis. Se inspiró en la que Carlo Fontana construyó para la iglesia de San Marcello al Corso y fue levantada en 1723: en ella, se situaron en hornacinas las esculturas de los cuatro evangelistas, obras de Bernardino Ludovisi.

## Pinturas
La iglesia contiene numerosas obras de arte. La más importante es la gran pintura del altar mayor: la Trinidad de Guido Reni, encargada por el cardenal Ludovico Ludovisi en 1625, una de las obras maestras del pintor. Otras obras notables son las pinturas del Caballero de Arpino (La Virgen María con los santos Francisco de Asís y Agustín) y el altar con la Misa de San Gregorio, de Jacopo Zucchi.

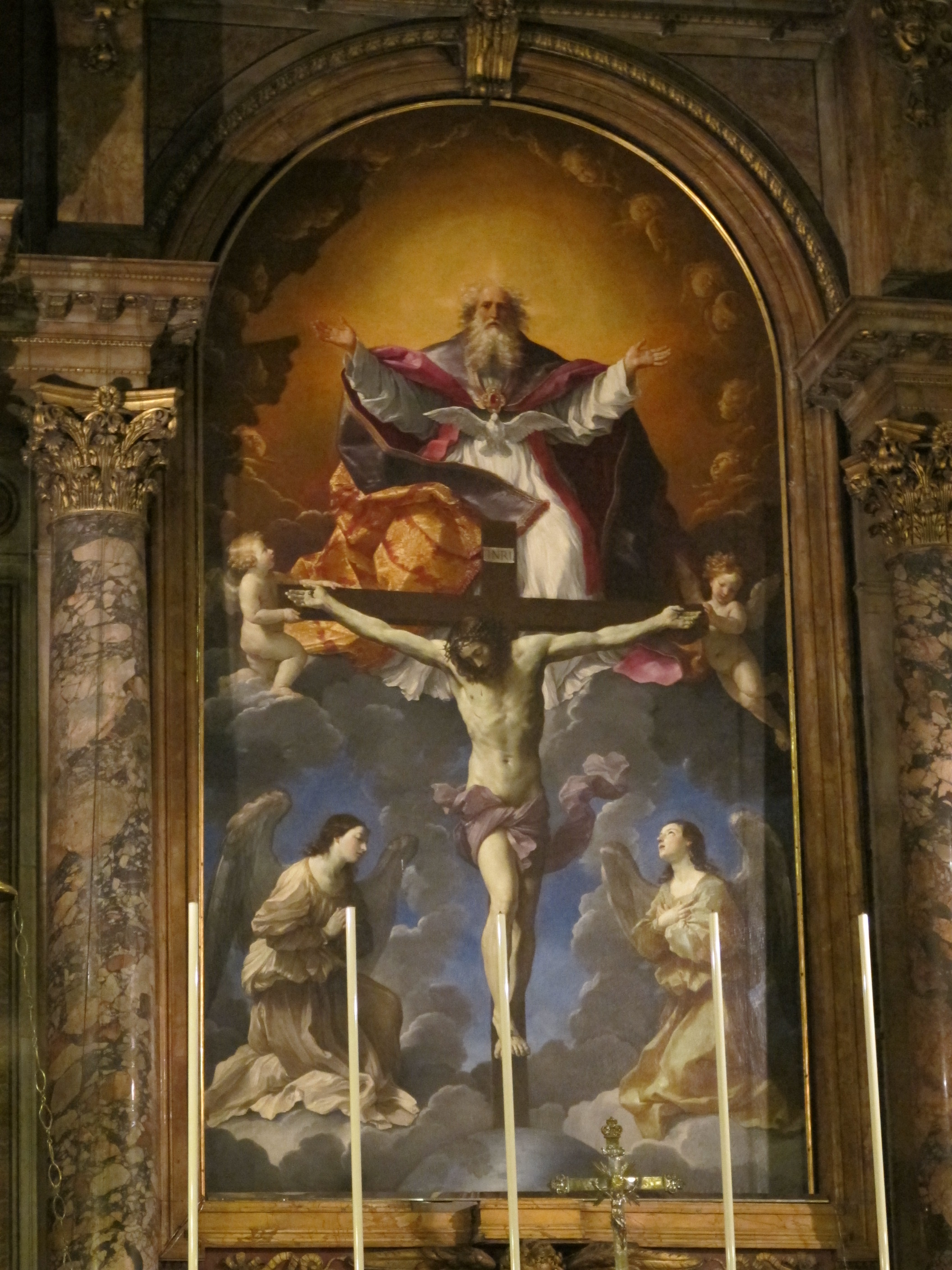
Trinidad de Guido Reni en el altar mayor de la Santissima Trinità dei Pellegrini de Roma.

## Parroquia
En junio de 2008 recibió la consideración de parroquia personal de la Fraternidad Sacerdotal de San Pedro (FSSP), que celebra la misa según el rito trentino.
En esta parroquia también desarrolla alguna de sus actividades la Comunidad de Sant'Egidio.